# ОШ „Јелица Миловановић” Сопот
ОШ „Јелица Миловановић” Сопот основана је 1864. године. Школа данас носи име по Јелици Миловановић, учитељици и учесници Народноослободилачке борбе.
У садашњу зграду школа је усељена 1981. године. Поред матичне школе, постоје и издвојена одељења: Бакчине, Центар, Ђуринци, Тресије. Школа располаже са 18 кабинета и две радионице.